# Elzas
Elzas (francuski: Alsace; njemački: Elsass) povijesna je i kulturna regija koja se nalazi na sjeveroistoku Francuske na granici s Njemačkom i Švicarskom. Regija se sastoji od dva departmana: Bas-Rhin i Haut-Rhin. Stanovnici Elzasa nazivaju se Elzašanima (francuski: Alsaciens).
Elzas je zemljopisno smješten između planinskog masiva Vogeza i rijeke Rajne.
Od 1982. do 2015. godine Elzas je bio jedna od francuskih administrativnih pokrajina. Ta administrativna pokrajina spojena je 2016. godine se pokrajinama Lorraine i Champagne-Ardenne kako bi nastala nova administrativna pokrajina Grand Est u kojoj se Elzas danas nalazi. Zbog svoje povijesno-kulturne posebnosti Elzas zahtjeva status posebne pokrajine (status koji ima Korzika).
Elzas pripada kulturnom području Srednje Europe i povijesno je bio dio germanofonih zemalja s dijelovima koji su pripadali frankofonim zemljama. Unatoč svojom čvrstom pokrajinskom identitetu s katoličkim naglaskom, Elzas je uvijek bio kozmopolitsko područje sa svakovrsnim stanovništvom i prisustvom židovskih i protestantskih zajednica. Tijekom povijesti regija je bila podjeljena na tri područja: Gornji i Donji Elzas te Republika Mulhouse. Republika Mulhouse se 1798. dobrovoljno pridružila Francuskoj Republici.
Elzas je od 962. jedna od provincija Svetog Rimskog Carstva njemačkog naroda. Nakon aneksije kralja Luja XIV. Elzas je pod francuskom vlašću od sredine 17. stoljeća. Tijekom Francuske revolucije Elzašani su bili njezini veliki pobornici, te je upravo u Elzasu nastala francuska himna Marseljeza. Nakon francuskog poraza u Francusko-pruskom ratu 1870. godine, Elzas, kao i pokrajina Lorraine, su dio Njemačkog Carstva i to kao carska zemlja Elzas-Lorraine (njemački: Elsaß-Lothringen). Ovi događaji proizveli su u francuskom narodu duh revanšizma koji će utjecati na kasniji razvoj povijest prije Prvog svjetskog rata. Kao carska zemlja, Elzas-Lorraine dobio je 1911. novi ustav. Pobjedom Antante 1918. godine Elzas je vraćen Francuskoj, ali ga je Adolf Hitler opet pripojio Njemačkoj 1940. godine da bi konačno pripao Francuskoj krajem Drugog svjetskog rata u Europi, 1945. godine. Ova kompleksna povijest uzrokom je snažnog lokalnog identiteta te prisustva partikularističkih pokreta u cilju ostvarivanja posebnih povlastica u okviru Francuske Republike. Stoga oba elzaška departmana imaju zasebna prava i zakone koji u mnogočemu zamjenjuju opće francusko pravo i zakone.
Grad Strasbourg i njegova aglomeracija najveća su od 5 velikih elzaških aglomeracija uz Mulhouse, Colmar, Haguenau i Saint-Louis. Kao grad snažne industrijske tradicije Mulhouse ima najviši postotak mlađih od 19 godina u sveukupnom stanovništvu u cijeloj kontinentalnoj Francuskoj, a grad Strasbourg je sjedište mnogih europskih institucija poput Europskog parlamenta i Vijeća Europa.

## Zemljopis
Elzas pokriva površinu od 8 280 km2 što čini 1,23% površine Francuske. Proteže se u smjeru jug-sjever uz tok rijeke Rajne koja predstavlja njegovu istočnui granicu. Elzas obiluje zemljopisnom raznolikošću koje se mogu sažeti u nekoliko zemljopisnih regija:

### Sundgau
Sundgau (riječ koja ima njemačke korijene i označava južnu grofoviju) je brežuljkasto područje na jugu Elzasa koje se proteže od brijegova ponad grada Mulhouse sve do švicarske granice i Jurskog gorja. Grad Altkirch je najvažnije mjesto ove regije.

### Belfortski jaz
Belfortski jaz (francuski:Trouée de Belfort] prirodno je uleknuće između planinskih masiva Vogeza i Jurskog gorja koje se nalazi na jugozapadu Elzasa i koje predstavlja prijelaz prema središnjoj Francuskoj.

### Elzaška ravnica
Od Belfortskog jaza prema rjeci Rajni pruža se Ochsenfeld (Volovsko polje) sa zaštićenim šumskim zajednicama i rudnicama minerala. Ovo polje mjesto je povijesne bitke između rimske vojske s Julijem Cezarom te germanskih plemena na čelu s Ariovistom koja se odvila 58. g. pr. Kr. i nakon koje su germanska plemena protjerana preko Rajne. Istočno od polja uz rijeke Rajnu Pruža se Hardtska šuma unutar koje se nalaze i posljednje travnate stepe zapadne Europe. Južno od ovih šuma pruža se prema sjeveru zemljoposna regija Ried koja se pruža sve do južnih predjela grada Strasbourga. Ried je regija oblikovana fluvijalnim procesima Rajne te je stoga tlo uglavnom aluvijalno. Elzaška ravnica završava na sjever s regijom Outre-Forêt uz njemačku granicu.

### Vogezi
Vogezi su planinski masiv koji se proteže u smjeru od jugozapada prema sjeveroistoku. Najviši vrh je Grand Ballon još zvan Ballon de Guebwiller koji se nalazi na jugu masiva, a visok je 1 424 metara. Vogezi inače označavaju prirodnu granicu regija Lorrainea i Elzasa. Na jugu Vogeza je pokrajinski park prirode (Ballons des Vosges) i na kojem živi oko 250 000 stanovnika. Najvažnije značajke flore i faune ovog područja je prisustvo europskog dabra, eurazijskog risa i sivog vuka kao i prisustvo tresetišta uz izmjenično prisustvo listopadnih i crnogoričnih šuma. Pogodovana prirodnim bogatstvima na području regije brzo se razvijalo obrtništvo i industrija.

## Povijest i kultura

### Kulturno-povijesne podregije
Elzas je povijesno bio podjeljen na tri područja: Gornji Elzas, Donji Elzas i Republika Mulhouse.

#### Gornji Elzas
Povijesni Gornji Elzas (francuski: Haute-Alsace, njemački: Oberelsass) odgovara skoro u cijelosti današnjim departmanima Haut-Rhin i Territoire de Belfort. U njemačkom jeziku naziv Oberelsass se i danas koristi za naziv departmana Haut-Rhin. Ovo ime koristilo se za vrijeme Svetog Rimskog Carstva kao i za vrijeme Kraljevine Francuske. Pod njemačkom vlašću Gornji Elzas bio je jedan od distrikta. Najveći gradovi Gornjeg Elzasa su Colmar (s 67 000 stanovnika), Belfort (s 50 000 stanovnika), Saint-Louis (s 20 000 stanovnika), Guebwiller (s 11 500 stanovnika), Cernay (s 11 500 stanovnika) i Thann (s 8000 stanovnika).

#### Donji Elzas
Povijesni Donji Elzas (francuski: Basse-Alsace, njemački: Unterelsass) je najsjeverniji dio Elzasa i uglavnom se nalazi u granicama departmana Bas-Rhin. Kao i za Gornji Elzas, ime se koristilo u Svetom Carstvu kao i za vrijeme kraljevske Francuske, kao i za vrijeme Njemačkog Carstva kada je Donji Elzas bio distrikt. Središnje mjesto Donjeg Elzasa je Strasbourg. Područje njemačkog grada Landau in der Pfalz također je povijesno pripadalo Donjem Elzasu. Ostali važniji gradovi su Haguenau, Molsheim, Saverne, Schiltigheim, Sélestat i Wissembourg.

#### Republika Mulhouse
Republika Mulhouse (francuski: République de Mulhouse, njemački: Stadtrepublik Mülhausen) nekadašnji je država-grad smješten u južnom Elzasu. Grad sa svojim posjedima 1347. godine prihvatio republikanski sustav izborom prvog burgermeistera. S vremenom grad će prekinuti svoje veze s ostatkom Elzasa kako bi se vojno povezao sa Švicarskom Konfederacijom. Odlučujući događaj za to bio je Rat za šest denara iz 1466. koji su poveli plemići iz okolice uz potporu Habsburga kako bi srušili republikanski sustav. U tom trenutku ostali gradovi Elzasa s kojima je Mulhouse bio sklopio savez (Dekapol) su napustili ovaj grad-državu. Nekoliko desetljeća nakon rata u kojemu su je švicarski kantoni potpomognuli Republika je 1515. odlučila potpisati savez sa švicarskim kantonim i prekinuti svaku vezu s ostalim gradovima Elzasa. Na taj način grad je, nemješajući se u lokalne sukobe, uspio sačuvati status slobodnog grada unutar Svetog Carstva. 1529. Republika je službeno prihvatila protestantsku vjeru i kult. 1798. Veliko gradsko vijeće glasalo je za pripojenje novostvorenoj Francuskoj Republici. Grad će tijekom 19. stoljeća biti uspješan i moćan industrijski grad i jedan od pokretača industrijske revolucije u Europi.
Uz grad Mulhouse s 110 00 stanovnika, u blizini se nalazi i gradić Illzach s 14 000 stanovnika.

### Povijest
U davna vremena Elzas su nastanjivala nomadska plemena, da bi se 1500. pr. Kr. na to područje počeli doseljavati Kelti. Godine 58. pr. Kr. Rimljani su napali Kelte i Elzas pretvorili u centar vinske kulture. Na tom su području Rimljani podigli brojne utvrde i vojne kampove. Padom Rimskog Carstva područje Elzasa preuzeli su prvo Alamani, a od 5. stoljeća Franci. S vremenom je Elzas postao dio Svetog Rimskog Carstva Njemačkog Naroda i bio je pod upravom Habsburgovaca. Godine 1336. i 1339. bili su veliki progoni Židova koje su krivili za kugu, lošu žetvu i jake zime. Veći dio Elzasa je ustupljen Francuskoj 1648. na kraju Tridesetogodišnjeg rata. Elzas i Lorraine ustupljeni su Njemačkom Carstvu poslije Francusko-pruskog rata. Elzas je ostao dio Njemačke do kraja Prvog svjetskog rata kada je vraćen Francuskoj Ugovorom u Versaillesu. Poslije Prvog Svjetskog rata regionalna vlada Elzasa i Lorene proglasila je neоvisnost, da bi tjedan dana poslije Francuzi anektirali oblast. Pokrajina je ponovno pripojena Njemačkoj 1940., za vrijeme Drugog Svjetskog rata. 1944. Francuska je ponovno anektirala pokrajinu nakon što su 23. studenog 1944. trupe generala Leclerca oslobodile Strasbourg.

## Stanovništvo
Stanovništvo Elzasa porast će za 12,9% do 19,5% između 1999. i 2030. godine.
S gustoćom od 209/km² Elzas je treća najnaseljenija pokrajina kontinentalne Francuske. Stanovništvo je većinom germanskog porijekla.

## Ekonomija
S BDP-om od 24.804 € po stanovniku, ovo je druga najbogatija regija u Francuskoj. Veći BDP od Elzasa ima samo Île-de-France. 68% radnih mjesta otpada na usluge, a 25% na industriju, što pokrajinu čini industrijski najrazvijenijom regijom u Francuskoj.

## Poznati Elzašani
- Ottfried de Wissembourg
- Bruno d'Eguisheim-Dagsbourg, postao papa Lav IX. (od 1002. do 1054.)
- Jean Arp (1887. – 1966.), umjetnik
- Auguste Bartholdi (1834. – 1904.)
- Sébastien Brant (1458. – 1521.)
- Ferdinand Braun (1850. – 1918.), fizičar, dobitnik Nobelove nagrade za fiziku 1909.
- Martin Bucer (1491. – 1551.)
- Robert de Cotte (1656. – 1735.)
- Christophe-Guillaume Koch (1737. – 1813.)
- Frédéric de Dietrich (1748. – 1793.)
- Gustave Doré (1832. – 1883.), slikar
- Charles François Hannong (1669. – 1739.)
- Philippe Husser (1862. – 1951.),
- Alfred Kastler  (1902. – 1984.), fizičar, dobitnik Nobelove nagrade za fiziku 1966.
- Jean Geiler de Kaysersberg (1445. – 1511.)
- François-Christophe Kellermann (1735. – 1820.), maršal
- Jean-Baptiste Kléber (1753. – 1800.), maršal
- Germain Muller (1923. – 1994.), umjetnik i političar
- Otto Meissner (1880. – 1953.), njemački državnik
- Pierre Pflimlin (1907. – 2000.), predsjednik Vijeća i Europskog parlamenta
- Beatus Rhenanus (1485. – 1547.), humanist i povjesničar
- Albert Schweitzer (1875. – 1965.)
- Charles Spindler,(1865. – 1938.)
- Gustave Stoskopf (1869. – 1944.)
- Charles-François Sturm (1803. – 1855.), fizičar i matematičar
- Tomi Ungerer (1931.-), umjetnik
- Thomas Voeckler (1979.-), biciklist
- Jean-Jacques Waltz, dit Hansi (1873. – 1951.), umjetnik
- Eugène Noack (1908. – 1985.), slikar
- Arsène Wenger nogometni trener Arsenala
- Sébastien Loeb Svjetski prvak u rallyu WRC 2004 i 2005

## Vanjske poveznice
- Službena stranica  Arhivirana inačica izvorne stranice od 31. prosinca 2006. (Wayback Machine)-na francuskom, njemačkom i engleskom
- Turizam u Elzasu
- Gradovi i sela Elzasa

|  | Portal Francuske – Pristup člancima s tematikom o Francuskoj. |